# 島集落
島集落（しましゅうらく）は、石川県の手取川扇状地における、扇状地上に集落が分散して島のように立地している集落形態の呼び名である。
白山市の旧松任・鶴来地区、能美郡川北町で見られる。現在でも、手取川沿いには、田子島、舟場島、出合島町、与九郎島、山島台、中島、森島、明法島、明島町、水島町、源兵島、漆島町、矢頃島町、向島町、阿弥陀島町など、島が付く地名を持つ小集落が点在し、その名残をとどめている。
暴れ川として知られ、昔から頻繁に氾濫を繰り返した河川の扇状地上に居を構える際には、なるべく浸水の危険を抑えるために微高地である自然堤防に集落を形成し、相対的低地であり浸水しやすい後背湿地は水田などに利用されてきた事例が多い。手取川においても同様の集落立地がみられ、これを島集落と呼ぶ。
氾濫時にこれらの集落は手取川に浮かんだ島のように見えることからこのように呼ばれたと思われ、また「○○島」という地名が付いている集落が多くみられる。
近年は治水事業により氾濫の発生数が大幅に減少したこと、また金沢市の近郊に位置していることから、従来は集落が立地しなかった後背湿地まで宅地として開発されるケースが増加し、島集落として目立たなくなった地区も見受けられる。

## 島集落の例
- 地理院地図（電子国土Web） - 典型的な島集落（川北町中島）と、開発された集落（白山市漆島町）がみられる